# Délégation générale à l'Emploi et à la Formation professionnelle
La délégation générale à l'Emploi et à la Formation professionnelle (DGEFP) est l'administration centrale du ministère du Travail chargée de la mise en œuvre des politiques d'emploi et de formation professionnelle.
La DGEFP est chargée de la conception et de la mise en œuvre des politiques de l’emploi et de la formation professionnelle. Elle en construit le cadre juridique en concertation avec les autres départements ministériels et les partenaires sociaux. Elle conduit et coordonne la mise en œuvre des dispositifs et en évalue les résultats. Elle veille à l'inscription de cette politique dans la stratégie européenne pour l'emploi et de lutte contre la pauvreté et l'exclusion sociale. Elle assure la gestion des programmes soutenus par le Fonds social européen en France.

## Mission
- Construire et ajuster le cadre juridique et financier des politiques de l’emploi et de la formation professionnelle avec les autres départements ministériels et les partenaires sociaux
- Piloter la mise en œuvre des dispositifs en faveur de l'emploi et des compétences, en concertation avec l’ensemble des acteurs de l’emploi et en évaluer les résultats.
- Assurer la gestion des programmes soutenus par le Fonds social européen (FSE) en France.

## Historique
La DGEFP est issue de la fusion, en mars 1997, de la délégation de l’Emploi (créée le 25 juin 1975) et de la délégation à la Formation professionnelle (créée le 28 janvier 1981 et rattachée en 1983 au ministère du Travail et des Affaires sociales).
La DGEFP quitte le ministère du Travail pour être rattachée au ministère de l’Économie entre le 31 mai 2007 et le 25 novembre 2010, avant de revenir à son ministère initial .

## Organisation
La délégation générale à l'Emploi et à la Formation professionnelle comprend 5 sous-directions, 3 départements et 2 missions transversales  :
- la sous-direction des Parcours d'accès à l'emploi (PAE) ;
- la sous-direction des Politiques de formation et du Contrôle ;
- la sous-direction des Mutations économiques et de la Sécurisation de l'emploi ;
- la sous-direction du Financement et de la Modernisation ;
- la sous-direction Europe et International
- le département de l'Action territoriale ;
- le département France Travail ;
- le département de la stratégie ;
- la mission de la communication ;
- la mission des ressources humaines et des affaires générales.

Organigramme de la DGEFP (avril 2019).
Arrêté d’organisation de la DGEFP (4 mai 2017)
Les politiques de l’emploi et de la formation professionnelle conçues par la DGEFP sont mises en œuvre dans les territoires par le  Service public de l’emploi  Cette action est conduite par le Préfet de région avec l’appui des services déconcentrés - les directions régionales des Entreprises, de la Consommation, de la Concurrence, du Travail et de l'Emploi (Direccte), et fait appel à un ensemble d’opérateurs - notamment Pôle emploi et les missions locales - et de partenaires, dont l’Unédic ou l’Agefiph. Les collectivités territoriales (régions, départements, communes) et leurs groupements concourent également à cette action, notamment du fait de leurs compétences en matière d’insertion et de formation professionnelle.

## Liste des délégués généraux
| Période          | Période           | Identité                | Fonction précédente | Observation |
| ---------------- | ----------------- | ----------------------- | ------------------- | ----------- |
| 1997             | 2000              | Rose-Marie Vanlerberghe |                     |             |
| 2000             | 2002              | Catherine Barbaroux     |                     |             |
| 2012             | 2016              | Emmanuelle Wargon       |                     |             |
| 2016             | 2019              | Carine Chevrier         |                     |             |
| 2019             | 2023              | Bruno Lucas             |                     |             |
| 11 décembre 2023 | 17 septembre 2024 | Jérôme Marchand-Arvier  |                     |             |

## Actualité
Nombre d’agents : 255
Budget 2017 de la DGEFP : 15 Md€
Crédits FSE - programmation 2014-2020 : 3,1 Md€
Rapport d’activité 2022 de la DGEFP
La DGEFP a mis en place l'activité partielle de grande ampleur pendant la crise sanitaire de la covid 19.

## Siège
La délégation à l'Emploi siège entre 1975 et 1977 68 avenue du Maine (14e arrondissement de Paris) puis entre 1977 et 1997 55 avenue Bosquet (7e arrondissement).
La délégation à la Formation professionnelle siège entre 1981 et 1987 55 rue Saint-Dominique (7e arrondissement), entre 1987 et 1993 50 rue de la Procession (15e arrondissement) puis entre 1993 et 1997 31 quai de Grenelle (15e arrondissement), sur le Front-de-Seine.
La réunion de ces deux organismes en 1997 fait déménager leurs sièges 4 square Max-Hymans (15e arrondissement).
Entre juin 2014 et avril 2023, les locaux de la DGEFP sont situés au 10-18 place des 5 martyrs du Lycée Buffon (15e arrondissement).
Depuis avril 2023, les locaux de la DGEFP sont situés au 14 avenue Duquesne (7e arrondissement),